# 파이어니어 금속판

파이어니어 금속판에 새겨진 그림. 천문학자 칼 세이건의 전(前)부인 린다 잘츠만이 그렸다.

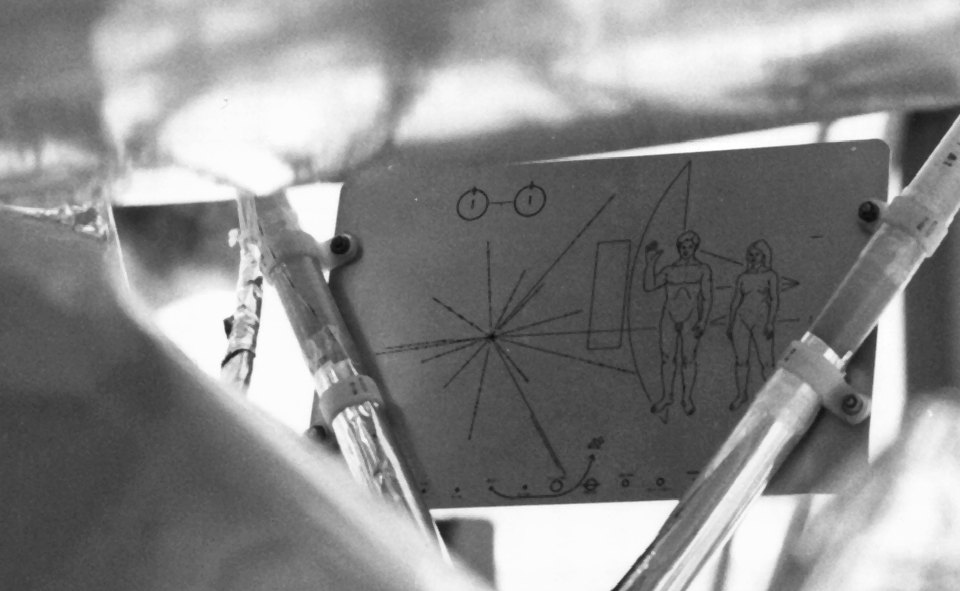
파이어니어 10호에 부착된 금속판

파이어니어 금속판(Pioneer plaque)은 1972년과 1973년에 발사된 우주 탐사선 파이어니어 10호·11호에 장착된 금속판으로, 인류로부터의 메시지를 그림으로 적은 것이다. 탐사선에 의한 능동적 외계 지능 찾기(Active SETI)의 최초 사례이다.
금속판에는 인간 남녀의 모습과 함께, 탐사기의 고향인 지구에 관한 정보를 나타내는 기호가 그려져 있다. 이 금속판은 성간공간을 도는 일종의 보틀메일로서 만들어졌지만, 이것이 다른 지구외 지적 생명에 의해서 발견될 가능성은 매우 적다. 이 금속판을 탑재한 탐사기가 장래 어느 항성의 주위 30천문단위 이내를 통과하기까지 필요로 하는 평균적 시간은 우리 은하계의 현재 연령보다 길다고 추측된다.
파이어니어 탐사선은 태양계를 탈출하는 최초의 인공 물체가 되었다. 이 금속판은 탐사선의 안테나 지주에서 우주내의 미소 물질에 의한 침식으로부터 보호받는 위치에 장착되어 있다. NASA는 이 금속판과 탐사기가 지구나 태양보다 길게 살아남을 것을 기대하고 있다.
1977년에 발사된 보이저 탐사선에는, 이 파이어니어 금속판보다 더 복잡하고 상세한 메시지를 기록한 보이저 금제 음반이 탑재되어 있다.

## 역사
탐사선에 인류의 메시지를 싣는다고 하는 아이디어는 원래 과학 평론가·저널리스트인 에릭 버제스에 의해서, 매리너 9호 임무가 행해지고 있던 당시의 제트 추진 연구소를 방문했을 때에 최초로 언급되었다. 그는 우주 과학 작가인 리처드 호글랜드와 함께 칼 세이건에게 제안했다. 세이건은 이전에 크림반도에서 열린 회의에서, 지구외 지적 생명과의 교신에 대해 강연하고 있었다.
세이건은 파이어니어 탐사선을 통해 메시지를 보낸다고 하는 그들의 생각에 동감했다. NASA는 이 계획을 승인해, 3주 동안 메시지를 준비하도록 하였다. 세이건은 프랭크 드레이크와 함께 금속판을 디자인하였고, 금속판에 새겨진 남녀 그림은 당시의 세이건의 아내 린다 세이건이 준비했다.(후에, 호글랜드가 이 금속판의 실제 디자인의 고안자로서 자신의 이름을 명시하는 것을 요구하고 있지만, 이 주장은 세이건과 드레이크의 양쪽 모두로부터 강하게 거부되고 있다. 그들은 호글랜드의 기여는 탐사기에 무엇인가 메시지를 싣는다는 아이디어뿐이었다고 하고 있다)
최초의 금속판은 1972년 3월 2일에 파이어니어 10호와 함께 발사 되었으며, 2번째 금속판은 1973년 4월 5일에 파이어니어 11호로 발사 되었다. 이 2기의 탐사선은 1980년대에 태양계를 탈출하였다.

## 사양

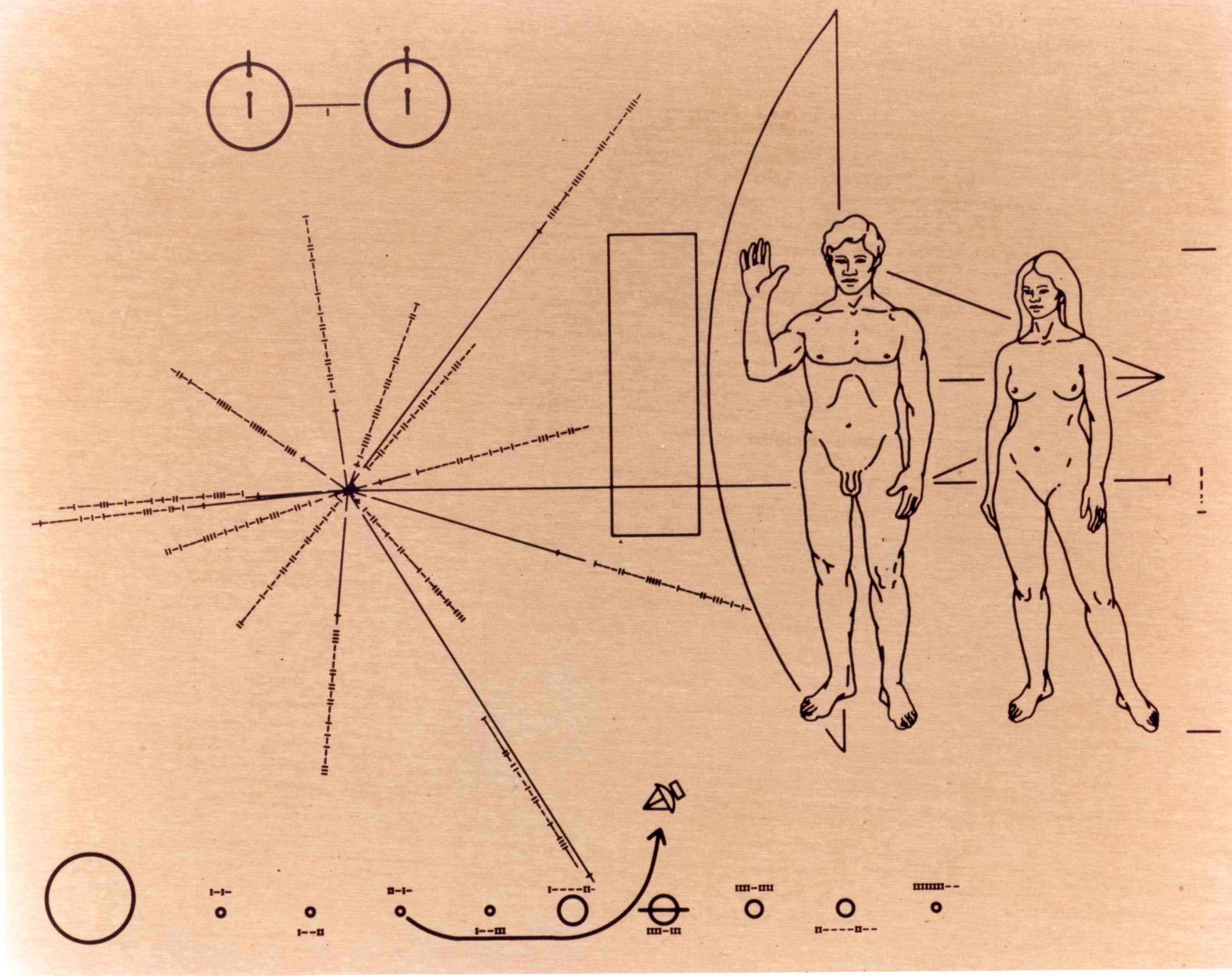
실제 파이어니어 금속판

- 소재 : 6061-T6 금도금 양극산화처리 알루미늄 합금
- 폭 : 229 mm (9 inches)
- 높이 : 152 mm (6 inches)
- 두께 : 1.27 mm (0.05 inches)
- 조각의 평균 깊이 : 0.381 mm (0.015 inches)

## 금속판에 새겨진 내용

### 중성수소의 초미세 천이

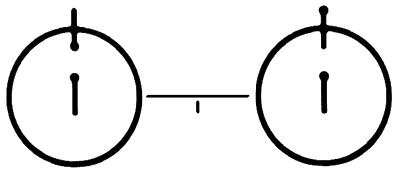
중성수소의 초미세 천이

금속판의 왼쪽 위에는 우주에 가장 많이 존재하는 수소 원자의 초미세 천이 개념도가 그려져 있다. 이 기호 아래에 나타난 짧은 세로선은 이진법을 나타내는 1이다. 이 그림은 수소 원자의 궤도 전자의 스핀이 상승(평행선)에서 하강(반대로 평행)으로 변화함에서 방출되는 전자파(21cm 선)의 파장(21 cm)와 진동수(1420 MHz)를 각각 길이와 시간 단위로 쓸 수 있고, 나머지 사진에 대해서도 이 둘이 단위로 사용되고 있다는 것을 보여주고 있다.

### 남녀의 모습

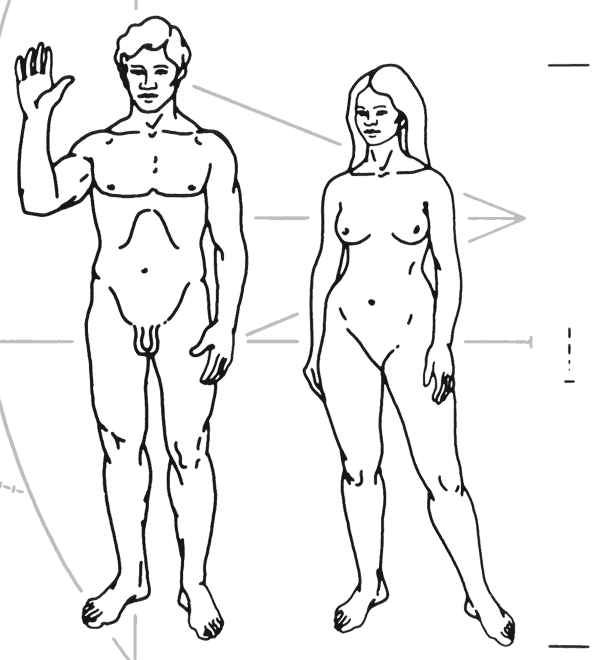
남녀의 모습

금속판의 오른쪽에는 탐사선 그림의 앞에 남성과 여성의 모습이 그려져 있다. 여자의 머리끝과 발끝 옆에 있는 2개의 수평선 사이에는 이진법 8이 적혀있다. 이것은 21cm 수소선 파장을 단위로 이 여성의 키가 8×21cm=168cm라는 것을 보여주고있다.
남성은 우호의 표시로서 오른손을 들고 있다. 이 그림은 인간이 마주 보고 있는 상대에게 양손의 엄지를 보이게 할 수 있다는, 즉 손발을 움직일 수 있는 것을 나타내고 있다.
이 그림에서는 여성의 성기는 실제대로 그려지지 않고 치부만이 그려져 있다. 이 이유에 대해서는, 원래 이 명판을 완성하기 위한 시간이 별로 없었기 때문에, 성기를 너무 상세하게 묘사하면 금속판의 설치 자체를 NASA로부터 거부당할지도 모른다고 생각한 세이건이 안전을 위해서 타협했다는 설이 있다(Fletcher, 2001). 그러나, 마크 월버턴의 자세한 설명에 의하면, 원래의 디자인에서는 「여성의 외음부를 나타내는 짧은 선」이 그려져 있었다고 한다(Wolverton, 2004). 이 선은 NASA의 우주 과학부장·주임 연구자인 존 노글에 의해서 금속판에 탑재하는 것을 인정하는 대신 삭제되었다고 한다.

### 탐사선의 외형

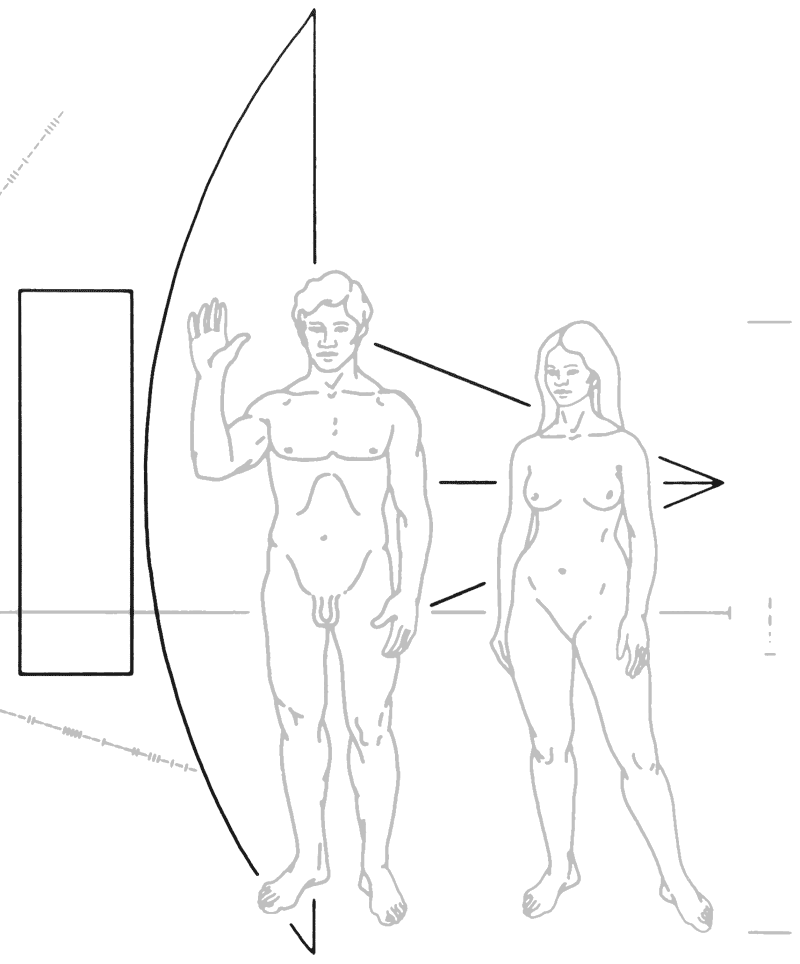
남녀의 모습 뒤에 그려진 탐사선의 외형

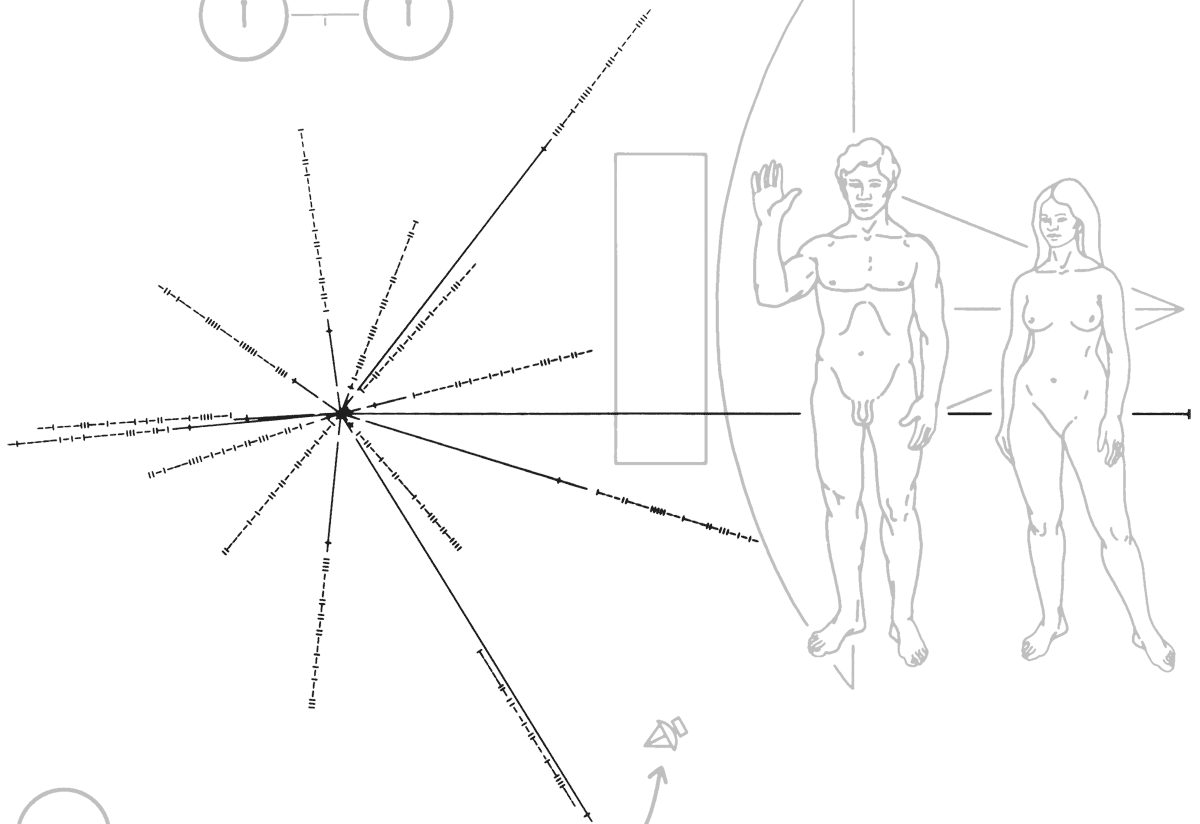
은하계 중심과 14개의 펄사에 대한 태양의 상대 위치

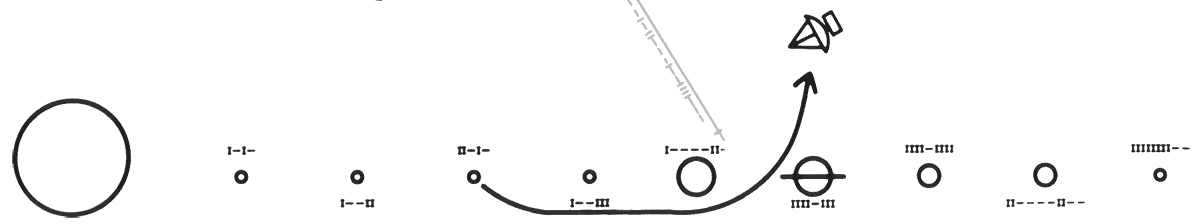
태양계와 파이어니어가 태양계를 탈출하는 궤도

남녀 모습의 배경에는 파이어니어 탐사선의 외형이 그려져 있다. 이 그림은 인간과 같은 축척으로 그려지고 있어 탐사선의 실물크기를 바탕으로 해 인간의 크기를 추측할 수 있게 되어 있다.

### 은하계 중심과 14개의 펄사에 대한 태양의 상대 위치
금속판의 왼쪽에 그려져 있는 방사상의 그림은 같은 점을 중심으로 한 15개의 선으로 되어 있다. 이러한 선 중 14개에는 긴 이진법의 숫자가 쓰여져 있다. 이 숫자는 21cm 수소선의 진동수(역수)를 단위로 한 펄사의 주기를 나타내고 있다. 펄사의 펄스 주기는 시간과 함께 변화하므로, 이러한 값으로부터 이 탐사선이 발사 되었던 시대를 계산할 수 있다.
각각의 선 길이는 태양에서 각 펄사까지 상대 거리를 보여주고 있다. 각 직선의 가장자리에 그려져 있는 척도는 은하면에 직교하는 Z축 방향의 거리를 대표한다.
만일 이 금속판이 누군가에 의해 발견된다면 발견 장소에서는 표시된 펄사 중 몇 개만 관측할 수 있을지도 모른다. 금속판에 14개 펄사의 위치가 그려져 있는 것은, 이러한 펄사 중 몇 개를 관측할 수 있으면, 삼각측량의 원리를 이용해 이 방사상의 선의 원점인 태양의 위치를 구할 수 있기 때문이다.
이 그림의 15번째 직선은 금속판 우측 방향으로 인간의 그림 뒤에까지 뻗어있다. 이 선은 태양에서 우리 은하 중심부까지의 상대 거리와 방향을 표시한다.

### 태양계
금속판의 아래쪽에는 태양계의 개념도가 그려져 있다. 여기에는 탐사선의 작은 그림도 그려져 있고, 이것이 목성을 통과해 태양계를 탈출하는 궤도가 나타나고 있다. 우리의 태양계를 분류하기 위한 힌트로서 토성의 고리도 그려져 있다. 다만 발사 당시에 아직 확인되어 있지 않았던 목성, 천왕성, 해왕성의 고리는 그려져 있지 않다.
각 행성(발사 당시는 명왕성도 행성으로 되어 있었으므로 9개)의 상하에 쓰여져 있는 이진수는 각각의 행성과 태양 사이의 상대 거리를 나타내고 있다. 거리의 단위에는 수성의 궤도 반경 1/10이 이용되고 있다.

## 비평
비평가들은 이 금속판에 대해, 이것에 그려진 메시지는 너무나 인간 중심주의적이라서 금속판을 해독할 외계생명체가 이해하는 것은 곤란하다고 비판했다. 이 금속판 메시지는 쉽게 읽을 수 있다는 것보다는 최소한의 공간에 최대한의 정보를 담는다는 의도 아래 설계된 것이지만, 이 메시지를 본 연구원 중에서 메시지를 모두 읽을 수 있는 사람은 거의 없었다. 그렇기 때문에 우리 인류와 같은 지식을 공유하고 있지 않은 지구 밖 지적 생명체가 이것을 해독하는 것은 훨씬 더 어려운 것이라고 생각된다. 만약 이 금속판이 지구 밖에 존재하는 지적 생명체에 의해서 발견되면, 우리가 이집트의 상형문자를 해독하는데 몇세기나 걸린 것과 같이, 발견자가 메시지를 해독하기 위해서는 수세대를 필요로 할지도 모른다.
이 금속판에 대한 다른 비평으로서 악의를 가진 지구 밖에 존재하는 지적 생명체가 이 메시지의 정보를 사용해 지구를 발견·공격할지도 모르기 때문에, 탐사기의 고향을 이러한 방법으로 나타내 보이는 것은 현명하지 않다는, 비판도 있다. 이것에 대해서 세이건은, 이 메시지가 가까운 장래에 발견될 가능성은 매우 적은 일이며, 또 지구는 수십 년간에 걸쳐서 라디오·텔레비전 방송의 전파를 지구 밖으로 계속 방사하고 있어, 이미 지구의 존재는 은하계 내에 선전되고 있다는 것을 들어 이러한 견해에 반대했다.
프랭크 드레이크에 의하면, 이 금속판에 그려진 인간이 알몸인 것에 대하여 많은 부정적인 반응이 있었다(Sagan, 1978). 시카고 선타임즈는 남녀의 그림의 성기를 숨기도록 화상을 수정해 게재했다. 로스앤젤레스 타임즈는, NASA가 우주에 외설화를 보내기 위해서 납세자 돈을 낭비했다고 비난 하는 독자로부터의 항의 편지를 받았다.

## 참고 문헌
- Alan Fletcher, The art of looking sideways, Phaidon Press, 2001. ISBN 0-7148-3449-1
- Mark Wolverton, The Depths of Space: The Story of the Pioneer Planetary Probes, Joseph Henry Press, 2004. ISBN 0-309-09050-4. Freely Available online at http://darwin.nap.edu/books/0309090504/html/%5B깨진+링크(과거+내용+찾기)%5D.
- Carl Sagan, Murmurs of Earth, 1978, New York, ISBN 0-679-74444-4

## 같이 보기
- 파이어니어 계획
- 보이저 금제 음반
- SETI